# Threat Signal
I Threat Signal sono una band metal di Hamilton, Ontario, Canada, attualmente sotto contratto con la Nuclear Blast.

## Storia del gruppo

### Gli inizi
I Threat Signal si formarono alla fine del 2003 dai cugini Jon e Rich Howard, a cui si aggiunse il chitarrista Kyle McKnight. All'inizio del 2004 entrano nella band il batterista Adam Matthews e il bassista Marco Bressette. Poco dopo la band iscrive la canzone "Rational Eyes" ad un concorso metal internazionale su GarageBand.com, raggiungendo la prima posizione e ricevendo molti premi tra i quali migliori chitarre, miglior batteria, miglior voce maschile, migliore produzione, canzone della settimana e canzone del giorno.

### La Nuclear Blast e Under Reprisal
Nel settembre 2005 la band vola a Los Angeles per registrare il primo album insieme a Christian Olde Wolbers dei Fear Factory e, due mesi dopo, viene annunciato l'accordo con la Nuclear Blast.
All'inizio dell'anno successivo Adam Matthews lascia e il suo posto viene preso da George Parfitt. In luglio la band partecipa all'Earthshaker Fest, insieme a band come Scar Symmetry, Communic e Arch Enemy. Il primo agosto 2006 anche Rich Howard abbandona per perseguire altri obiettivi personali e Marco Bressette diventa il nuovo chitarrista, a settembre Pat Kavanagh viene assunto come bassista. Nei mesi di ottobre e novembre la band partecipa ad un tour nordamericano insieme a Soilwork, Mnemic e Darkest Hour, nei primi mesi dell'anno successivo si imbarca nel primo tour da headliner, sempre in Stati Uniti e Canada.

### Nuovo materiale e i tour
Nel marzo 2007 i Threat Signal hanno cominciato a lavorare al nuovo materiale, ma hanno dovuto affrontare l'abbandono di Bressette.
In primavera la band parteciperà ad un tour insieme a Protest the Hero, All That Remains, blessthefall e The Holly Springs Disaster.
Il 18 ottobre è stata annunciata la dipartita del batterista George Parfitt, il suo posto verrà preso da Norm Killeen.

## Formazione
Attuale
- Jon Howard – voce (2003-presente)
- Pat Kavanagh – basso, cori (2006-presente)
- Travis Montgomery – chitarra solista (2007-presente)
- Matt Perrin – chitarra (2013-presente)
- Andrew Minarik – batteria (2015-presente)

Ex componenti
- Kyle McKnight – chitarra (2003–2007)
- Rich Howard – chitarra, cori (2003–2006)
- Eric Papky – basso (2004–2005)
- Adam Matthews – batteria (2004–2006)
- Marco Bressette – basso (2005–2006), chitarra (2006–2007)
- George Parfitt – batteria (2006–2007)
- Norman Killeen – batteria (2007–2010)
- Adam Weber – chitarra (2007–2010)
- Alex Rüdinger – batteria (2010–2012)
- Kris Norris – chitarra solista (2010, 2013)
- Chris Feener – chitarra (2010-2012)
- Joey Muha – batteria (2012-2015)

## Discografia
Album in studio
- 2006 – Under Reprisal
- 2009 – Vigilance
- 2011 – Threat Signal
- 2017 – Disconnect

Singoli
- 2005 – Rational Eyes